# René Vatry
Pour les articles homonymes, voir Vatry (homonymie).
René Vatry, né à Reims le 21 octobre 1697 et mort à Paris le 16 décembre 1769, est un ecclésiastique et helléniste français.

## Biographie
Élevé dans son enfance par un oncle ecclésiastique à Sainte-Menehould, il poursuit ses études à Reims au collège des Bons-Enfants, puis à Paris au séminaire des Trente-Trois, où il se passionne pour les auteurs anciens. Nommé chanoine de l'église collégiale de Saint-Étienne-des-Grès, rue Saint-Jacques, il est reçu comme associé à l'Académie royale des inscriptions et belles-lettres en 1727 et devient l'année suivante procureur au collège de Reims de l'université de Paris. En 1732, il succède à Jean Boivin à la chaire de grec au Collège royal, dont il est nommé inspecteur en 1741. Il devient par la suite principal du collège de Reims, rédacteur au Journal des sçavans et chantre du chapitre de La Rochelle. Devenu membre pensionnaire de l'Académie des inscriptions en 1754, il est frappé la même année d'une apoplexie foudroyante qui le laisse infirme pendant les seize dernières années de sa vie.
La maladie l'ayant empêché d'écrire les ouvrages qu'il projetait, René Vatry n'a laissé que les mémoires qu'il contribuait à l'Académie, dont les plus remarqués avaient pour sujet la tragédie grecque. Charles Le Beau, qui était comme lui du Collège royal et de l'Académie des inscriptions, a laissé un témoignage émouvant de sa longue lutte contre la maladie :

« Toutes les facultés de son âme étaient abattues et flétries ; toutes les idées, toutes les traces empreintes dans son cerveau s'étaient brouillées et confondues ; du français, du latin, du grec, de l'italien mêlés ensemble, et renversés l'un sur l'autre, s'était formé un jargon nouveau : il semblait que son cerveau fût une table couverte de caractères mobiles, qu'un vent impétueux avait déplacés et mis en désordre. J'ai observé que ce dérangement universel s'était fixé ; que toutes ces lettres, toutes ces syllabes jetées au hasard à côté l'une de l'autre, y avaient pris racine et composaient un nouvel assemblage : il appliquait toujours à la même idée le même mot bizarre. Dans la suite il recouvra l'usage de quelques mots français ; mais pendant seize années que dura la maladie, il n'alla jamais plus loin qu'un étranger arrivé en France depuis quatre ou cinq mois. »

## Sources
- Charles Le Beau, Histoire de l'Académie royale des inscriptions et belles-lettres, avec les Mémoires de littérature tirés des registres de cette académie, depuis l'année MDCCLXX jusques & compris l'année MDCCLXXII, Imprimerie royale, Paris, vol. XXXVIII, 1777, p. 219-223.

- Ressource relative à la recherche :   - La France savante
- Notices d'autorité :   - VIAF
  - ISNI
  - BnF (données)
  - GND
  - Belgique